# (15146) Halpov
(15146) Halpov est un astéroïde de la ceinture principale.

## Description
(15146) Halpov est un astéroïde de la ceinture principale. Il fut découvert le 11 mars 2000 à la station Anderson Mesa par le programme LONEOS. Il présente une orbite caractérisée par un demi-grand axe de 2,84 UA, une excentricité de 0,07 et une inclinaison de 3,0° par rapport à l'écliptique.

## Compléments